# Metaris Valley
Das Metaris Valley ist ein kleiner, runder und steilwandiger Bergkessel im Australischen Antarktis-Territorium. In der Britannia Range liegt das Tal, das durch Reste eines Firnfelds eingenommen wird, westlich des Derrick Peak.
Die Mannschaft neuseeländischer Geologen der University of Waikato, die in diesem Gebiet zwischen 1978 und 1979 Untersuchungen durchführte, benannte das Tal nach dem Ästuar Metaris aus römischer Zeit, das heute als The Wash bekannt ist.